# Valsavarenche (vallée)
Pour l’article homonyme, voir Valsavarenche.
Le Valsavarenche est une vallée latérale de la vallée de la Doire Baltée, située au sud de la commune d'Introd, en Vallée d'Aoste.

## Toponymie
Le Valsavarenche tire son nom du torrent Savara, son principal cours d'eau.
Le toponyme en patois valdôtain standard est Vassavaèntse, tandis que la variante locale est Ouahèntse.

## Géographie
Le Valsavarenche se situe au sud du chef-lieu d'Introd. Il s'étend entre le val de Rhêmes et le val de Cogne. La plupart de son territoire fait partie du parc national du Grand-Paradis.

### Sommets principaux
- Grand Paradis - 4 061 mètres
- Herbétet - 3 778 mètres
- Grivola - 3 969 mètres

### Cols
Les cols reliant ce val aux vallées adjacentes sont :
- col du Grand-Paradis - 3 349 mètres - vers la vallée de l'Orco (Piémont) ;
- col du Charforon - 3 331 mètres - vers la vallée de l'Orco (Piémont) ;
- col de Lauzon - 3 301 mètres - vers le val de Cogne ;
- col de l'Herbétet - 3 257 mètres - vers le val de Cogne ;
- col du Grand-Étret - 3 158 mètres - vers la vallée de l'Orco (Piémont) ;
- col du Sort - 2 967 mètres - vers le val de Rhêmes ;
- col du Nivolet - 2 567 mètres - vers la vallée de l'Orco (Piémont).

### Communes
Le territoire de cette vallée compose une commune unique du même nom.

## Tourisme
Dans cette vallée sont présents trois refuges :
- le refuge Victor-Emmanuel II - 2 732 mètres ;
- le refuge Ville de Chivasso - 2 604 mètres ;
- le refuge Auberge Savoie ;
- le refuge Frédéric Chabod - 2 710 mètres.

Cette vallée fait partie du parcours de la Haute Route n° 2.

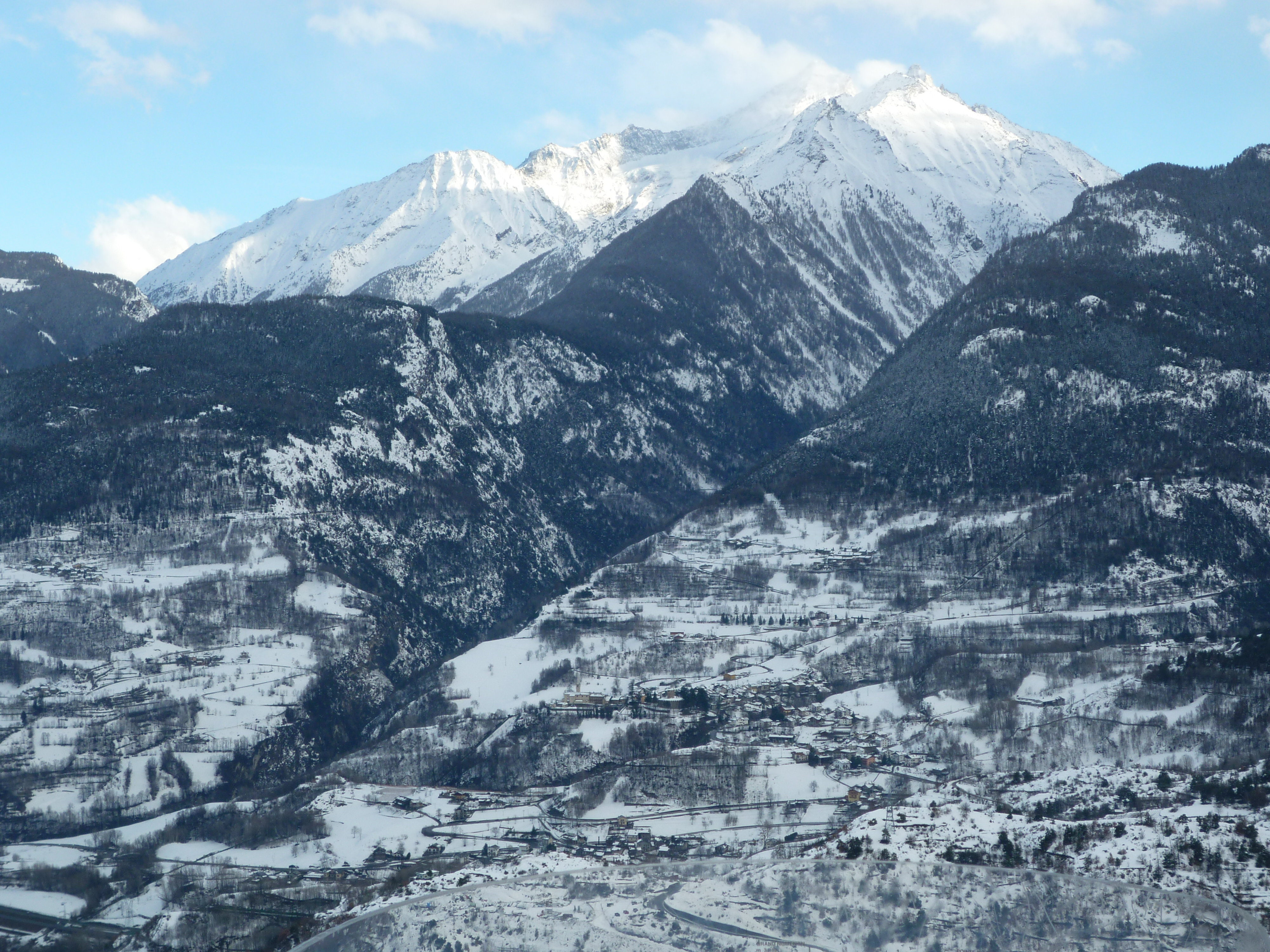
Le Valsavarenche vu du Bois de la Tour (Saint-Nicolas).
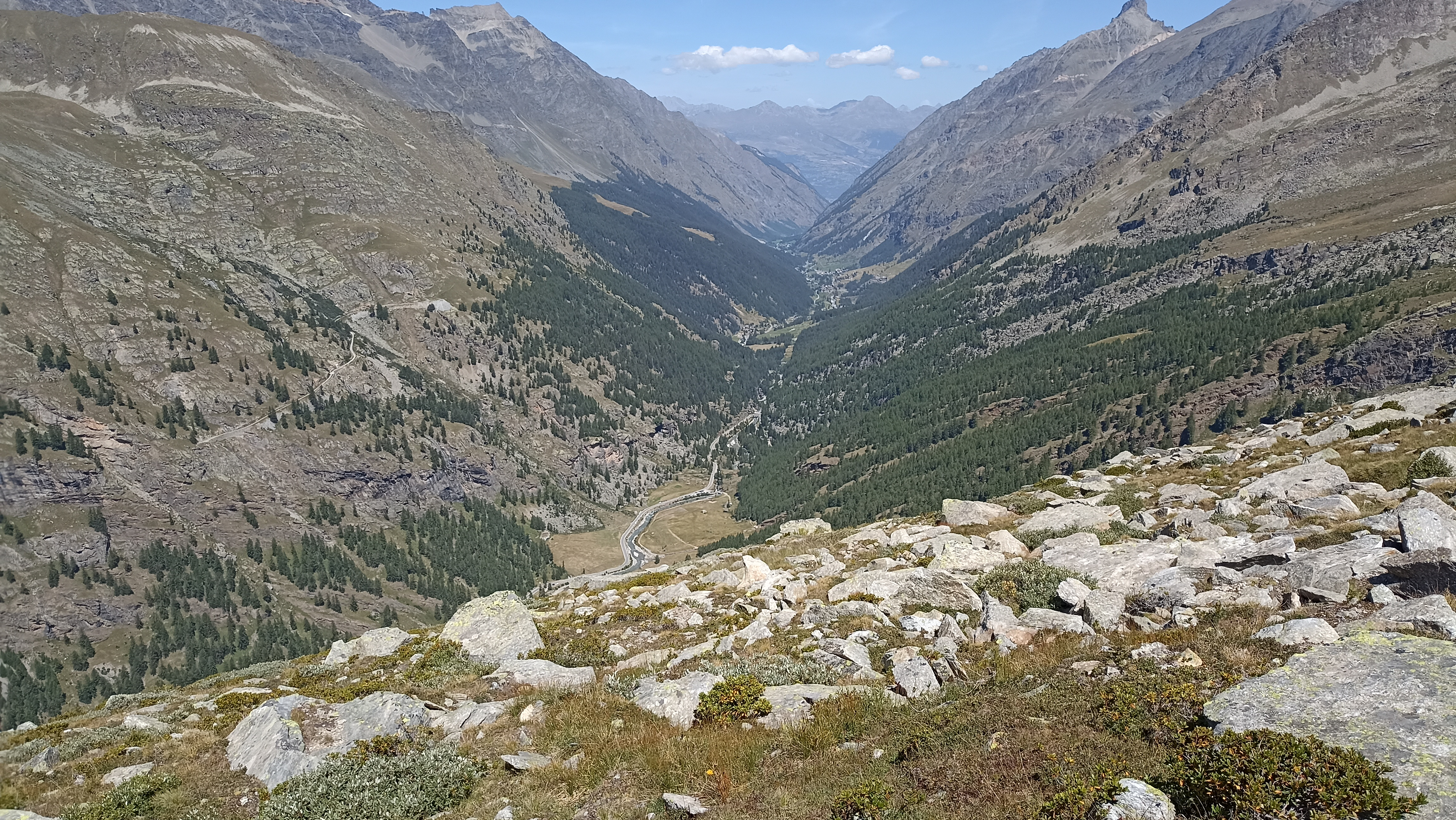
Vue d'ensemble du Valsavarenche, depuis le sentier pour le refuge Victor-Emmanuel II.
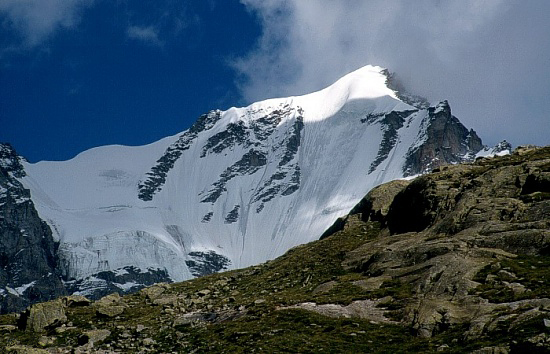
Le Grand Paradis vu du haut Valsavarenche.
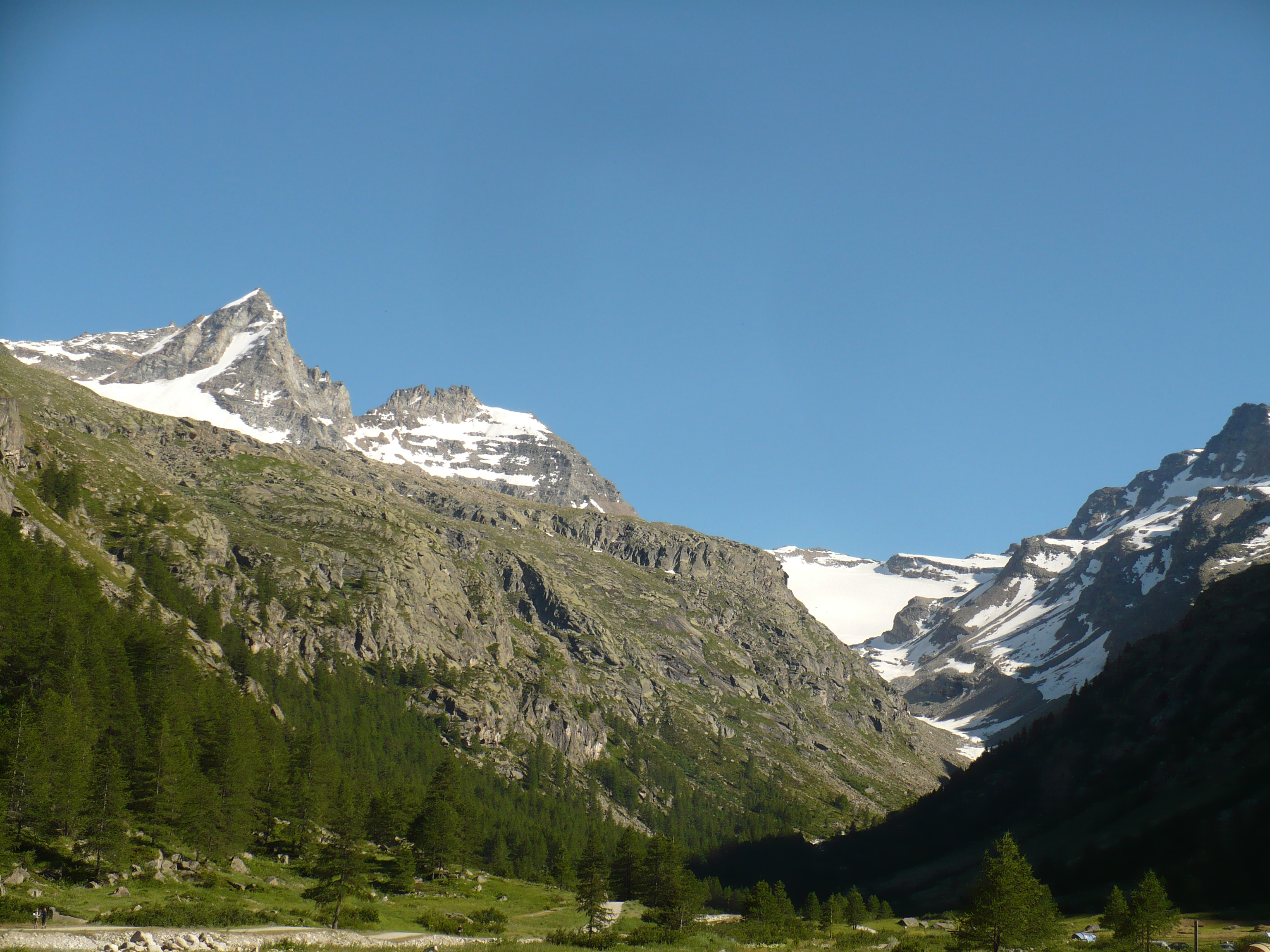
Panorama du haut Valsavarenche depuis le hameau du Pont. Sur la gauche, le pic de Montchair.
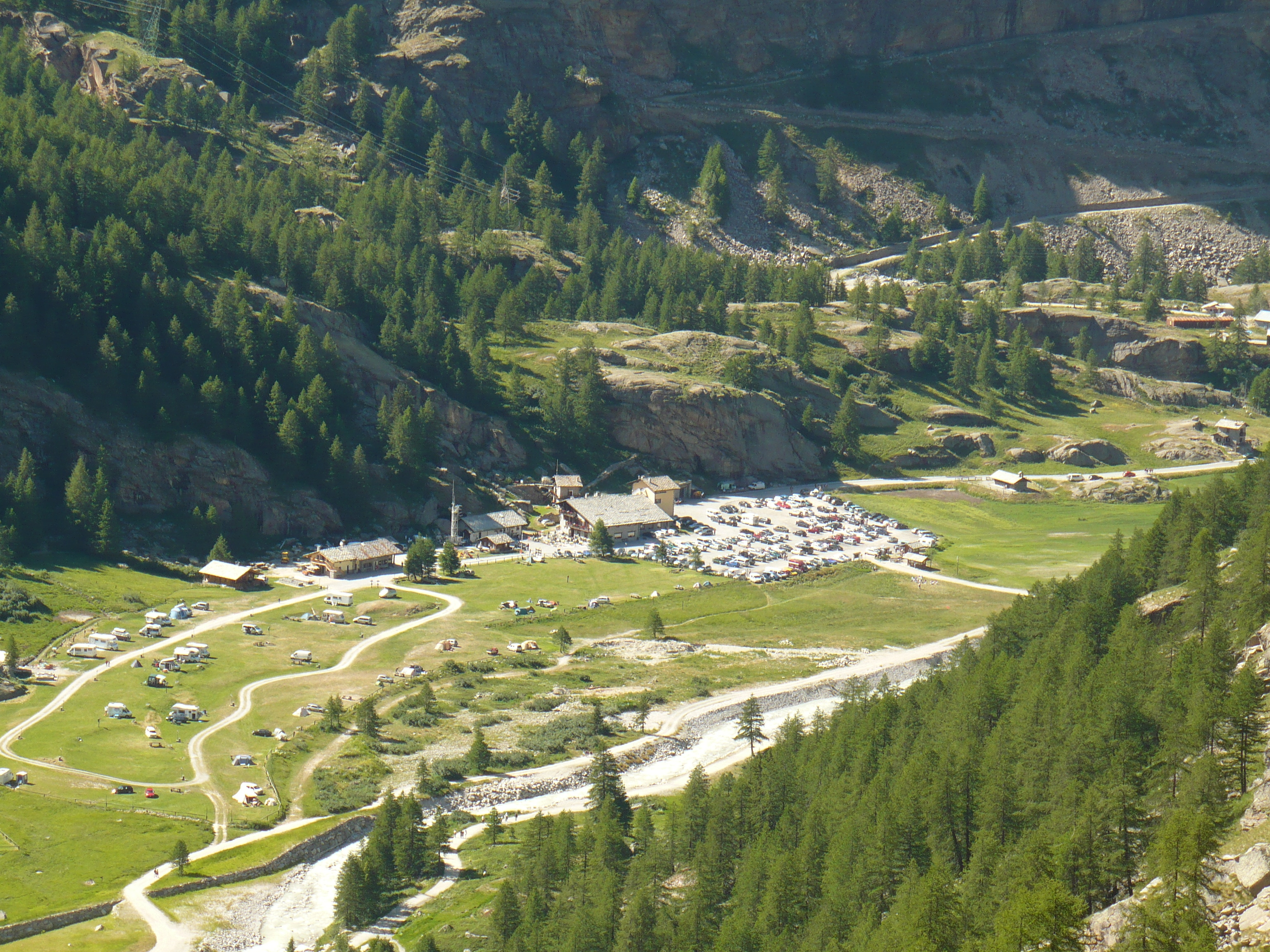
Le hameau du Pont, vu du sentier conduisant au refuge Victor-Emmanuel II.
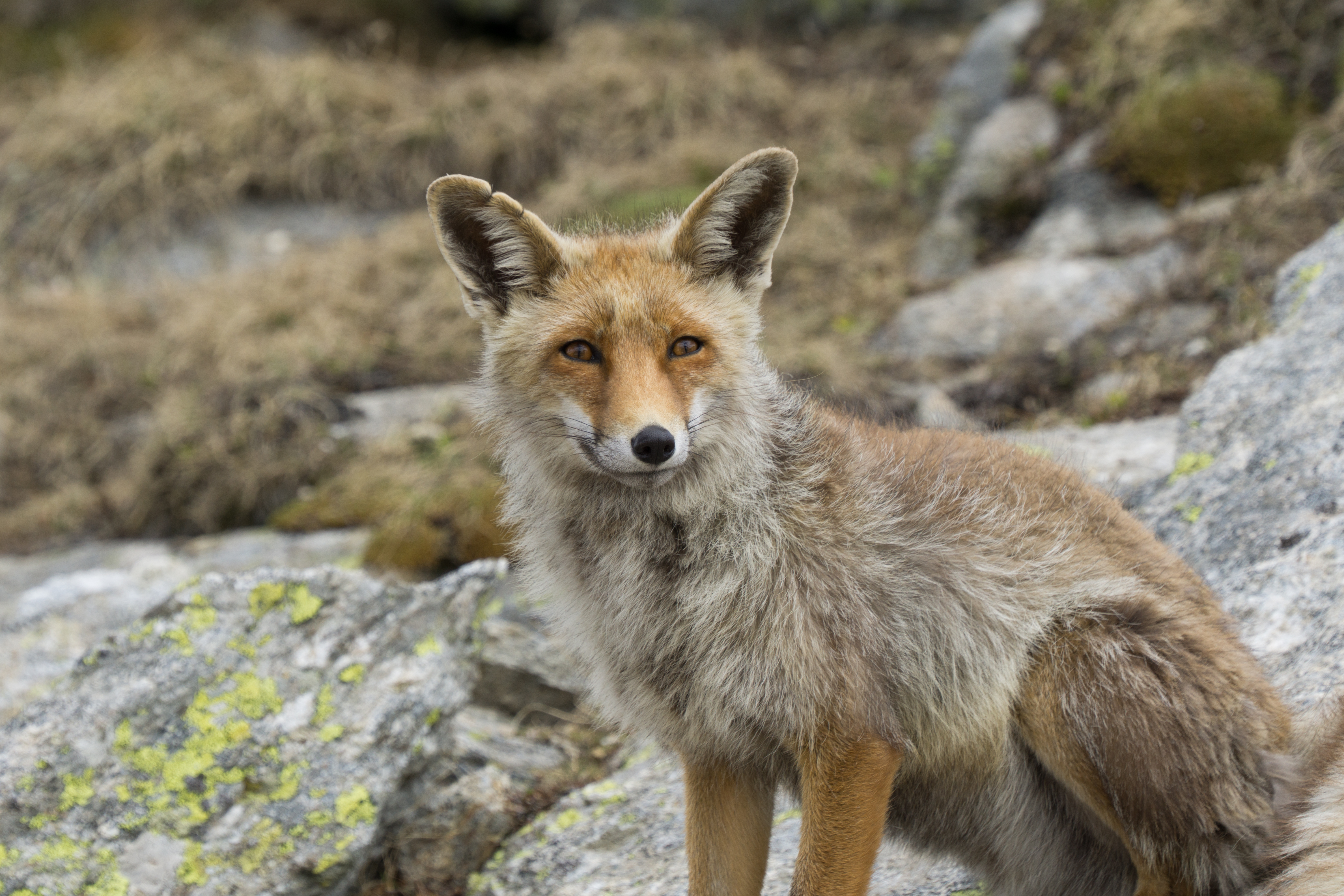
Un renard au Valsavarenche.